# Akustykofilia
Akustykofilia – parafilia, w której do osiągnięcia satysfakcji seksualnej niezbędna jest muzyka (melodia lub piosenka).